# FA Cup 2015/16
Der FA Cup 2015/16 (Sponsorname: Emirates FA Cup) war die 135. Austragung des weltweit ältesten Fußballpokalturniers The Football Association Challenge Cup, oder FA Cup. Diese Pokalsaison begann mit 736 Vereinen.
Der Pokalwettbewerb begann am 15. August 2015 mit der Extra-Vorrunde und endete mit dem Finale im Wembley Stadium in London am 21. Mai 2016.

## Kalender
| Runde                              | Datum              | Spiele | Vereine   | Neueinstiege | Prämien                                  |
| ---------------------------------- | ------------------ | ------ | --------- | ------------ | ---------------------------------------- |
| Extra-Vorrunde                     | 15. August 2015    | 184    | 736 → 552 | 368          | 1.500 £                                  |
| Vorrunde                           | 29. August 2015    | 160    | 552 → 392 | 136          | 1.925 £                                  |
| Erste Qualifikationsrunde          | 12. September 2015 | 116    | 392 → 276 | 72           | 3.000 £                                  |
| Zweite Qualifikationsrunde         | 26. September 2015 | 80     | 276 → 196 | 44           | 4.500 £                                  |
| Dritte Qualifikationsrunde         | 10. Oktober 2015   | 40     | 196 → 156 | keine        | 7.500 £                                  |
| Vierte Qualifikationsrunde         | 24. Oktober 2015   | 32     | 156 → 124 | 24           | 12.500 £                                 |
| Erste Hauptrunde                   | 7. November 2015   | 40     | 124 → 84  | 48           | 18.000 £                                 |
| Zweite Hauptrunde                  | 5. Dezember 2015   | 20     | 84 → 64   | keine        | 27.000 £                                 |
| Dritte Hauptrunde                  | 9. Januar 2016     | 32     | 64 → 32   | 44           | 67.500 £                                 |
| Vierte Hauptrunde                  | 30. Januar 2016    | 16     | 32 → 16   | keine        | 90.000 £                                 |
| Fünfte Hauptrunde                  | 20. Februar 2016   | 8      | 16 → 8    | keine        | 180.000 £                                |
| Sechste Hauptrunde (Viertelfinale) | 12. März 2016      | 4      | 8 → 4     | keine        | 360.000 £                                |
| Halbfinale                         | 23./24. April 2016 | 2      | 4 → 2     | keine        | Sieger: 900.000 £ Verlierer: 450.000 £   |
| Finale                             | 21. Mai 2016       | 1      | 2 → 1     | keine        | Sieger: 1.800.000 £ Verlierer: 900.000 £ |

## Modus
Kompletter Überblick bei: FA Cup
Der FA Cup wird in Runden ausgespielt. Teilnehmen kann jede Mannschaft, die ein bestimmtes Leistungsniveau hat und ein angemessenes Spielfeld besitzt. Die Paarungen jeder Runde werden in einer offenen Auslosung ohne Setzliste ausgelost. Die zuerst gezogene Mannschaft hat Heimrecht. Endet das Spiel unentschieden, findet ein Rückspiel auf dem Platz der anderen Mannschaft statt. Endet das Rückspiel ebenfalls unentschieden geht das Spiel in Verlängerung bzw. Elfmeterschießen. Dieser Modus geht bis zur sechsten Hauptrunde. Ab dem Halbfinale gibt es nur ein Spiel ggf. mit Verlängerung und Elfmeterschießen.
Einige Mannschaften sind von bestimmten Runden freigestellt:
- In der zweiten Qualifikationsrunde kommen die Mannschaften der Conference North/South (6. Spielklasse des englischen Ligabetriebes) hinzu.
- In der vierten Qualifikationsrunde kommen die Mannschaften der Conference National (5. Spielklasse des englischen Ligabetriebes) hinzu.
- In der ersten Hauptrunde kommen die Mannschaften der League 1 und 2 der Football League (3. und 4. Spielklasse des englischen Ligabetriebes) hinzu.
- In der dritten Hauptrunde am ersten Januarwochenende kommen die Mannschaften des Football League Championship (2. Spielklasse des englischen Ligabetriebes) und der Premier League (1. Spielklasse des englischen Ligabetriebes) hinzu

Die Halbfinalspiele finden auf neutralem Platz, das Finale im Wembley-Stadion statt.
Jeder Sieger erhält eine Prämie aus den Fernsehgeldern, die nach Runde gestaffelt ist.

## Hauptrunde

### Erste Hauptrunde
In der ersten Hauptrunde traten die jeweils 24 Mannschaften der Football League One bzw. Two in den Wettbewerb ein. Die Auslosung der ersten Hauptrunde fand am 26. Oktober 2015 statt. Die Spiele fanden zwischen dem 6. und 9. November 2015 statt. Die Wiederholungsspiele wurden zwischen dem 16. und 19. November 2015 ausgetragen.
|                              | Ergebnis |                           |
| ---------------------------- | -------- | ------------------------- |
| Salford City (VII)           | 2:0      | Notts County (IV)         |
| Accrington Stanley (IV)      | 3:2      | York City (IV)            |
| FC Altrincham (V)            | 1:0      | FC Barnsley (III)         |
| FC Barnet (IV)               | 2:0      | FC Blackpool (III)        |
| FC Barwell (VII)             | 0:2      | Welling United (V)        |
| Burton Albion (III)          | 0:3      | Peterborough United (III) |
| FC Bury (III)                | 4:0      | Wigan Athletic (III)      |
| Cambridge United (IV)        | 1:0      | Basingstoke Town (VI)     |
| Coventry City (III)          | 1:2      | Northampton Town (IV)     |
| Crawley Town (IV)            | 1:2      | Luton Town (IV)           |
| Crewe Alexandra (III)        | 0:1      | FC Eastleigh (V)          |
| Dagenham & Redbridge (IV)    | 0:0      | FC Morecambe (IV)         |
| Doncaster Rovers (III)       | 2:0      | Stalybridge Celtic (VI)   |
| Dover Athletic (V)           | 1:2      | FC Stourbridge (VII)      |
| Hartlepool United (IV)       | 1:0      | Cheltenham Town (V)       |
| Grimsby Town (V)             | 5:1      | St Albans City (VI)       |
| Leyton Orient (IV)           | 6:1      | Staines Town (VII)        |
| Mansfield Town (IV)          | 0:0      | Oldham Athletic (III)     |
| FC Millwall (III)            | 3:1      | AFC Fylde (VI)            |
| Northwich Victoria (VIII)    | 1:1      | FC Boreham Wood (V)       |
| Plymouth Argyle (IV)         | 0:2      | Carlisle United (IV)      |
| FC Portsmouth (IV)           | 2:1      | Macclesfield Town (V)     |
| AFC Rochdale (III)           | 3:1      | Swindon Town (III)        |
| Scunthorpe United (III)      | 2:1      | Southend United (III)     |
| Sheffield United (III)       | 3:0      | Worcester City (VI)       |
| FC Stevenage (IV)            | 3:0      | FC Gillingham (III)       |
| FC Walsall (III)             | 2:0      | Fleetwood Town (III)      |
| FC Wealdstone (VI)           | 2:6      | Colchester United (III)   |
| AFC Wimbledon (IV)           | 1:2      | Forest Green Rovers (V)   |
| Aldershot Town (V)           | 0:0      | Bradford City (III)       |
| Brackley Town (VI)           | 2:2      | AFC Newport County (IV)   |
| Braintree Town (V)           | 1:1      | Oxford United (IV)        |
| Bristol Rovers (IV)          | 0:1      | Chesham United (VII)      |
| Didcot Town (VIII)           | 0:3      | Exeter City (IV)          |
| Gainsborough Trinity (VI)    | 0:1      | Shrewsbury Town (III)     |
| FC Halifax Town (V)          | 0:4      | Wycombe Wanderers (IV)    |
| Maidstone United (VI)        | 0:1      | Yeovil Town (IV)          |
| Port Vale (III)              | 1:1      | Maidenhead United (VI)    |
| FC Whitehawk (VI)            | 5:3      | Lincoln City (V)          |
| FC United of Manchester (VI) | 1:4      | FC Chesterfield (III)     |

Wiederholungsspiele
|                         | Ergebnis |                           |
| ----------------------- | -------- | ------------------------- |
| FC Boreham Wood (V)     | 1:2      | Northwich Victoria (VIII) |
| FC Morecambe (IV)       | 2:4      | Dagenham & Redbridge (IV) |
| AFC Newport County (IV) | 4:1      | Brackley Town (VI)        |
| Oldham Athletic (III)   | 2:0      | Mansfield Town (IV)       |
| Oxford United (IV)      | 3:1      | Braintree Town (V)        |
| Bradford City (III)     | 2:0      | Aldershot Town (V)        |
| Maidenhead United (VI)  | 1:3      | Port Vale (III)           |

### Zweite Hauptrunde
Die Auslosung der zweiten Hauptrunde fand am 9. November 2015 statt. Die Spiele fanden zwischen dem 4. und 7. Dezember 2015 statt. Die Wiederholungsspiele wurden am 15. und 16. Dezember 2015 ausgetragen.
|                           | Ergebnis |                           |
| ------------------------- | -------- | ------------------------- |
| Salford City (VII)        | 1:1      | Hartlepool United (IV)    |
| FC Barnet (IV)            | 0:1      | AFC Newport County (IV)   |
| FC Chesterfield (III)     | 1:1      | FC Walsall (III)          |
| Leyton Orient (IV)        | 0:0      | Scunthorpe United (III)   |
| FC Millwall (III)         | 1:2      | Wycombe Wanderers (IV)    |
| Northampton Town (IV)     | 3:2      | Northwich Victoria (VIII) |
| FC Portsmouth (IV)        | 1:0      | Accrington Stanley (IV)   |
| Sheffield United (III)    | 1:0      | Oldham Athletic (III)     |
| FC Stourbridge (VII)      | 0:2      | FC Eastleigh (V)          |
| Yeovil Town (IV)          | 1:0      | FC Stevenage (IV)         |
| Bradford City (III)       | 4:0      | Chesham United (VII)      |
| Cambridge United (IV)     | 1:3      | Doncaster Rovers (III)    |
| Colchester United (III)   | 3:2      | FC Altrincham (V)         |
| Dagenham & Redbridge (IV) | 1:1      | FC Whitehawk (VI)         |
| Exeter City (IV)          | 2:0      | Port Vale (III)           |
| Oxford United (IV)        | 1:0      | Forest Green Rovers (V)   |
| Peterborough United (III) | 2:0      | Luton Town (IV)           |
| AFC Rochdale (III)        | 0:1      | FC Bury (III)             |
| Welling United (V)        | 0:5      | Carlisle United (IV)      |
| Grimsby Town (V)          | 0:0      | Shrewsbury Town (III)     |

Wiederholungsspiele
|                         | Ergebnis              |                           |
| ----------------------- | --------------------- | ------------------------- |
| Hartlepool United (IV)  | 2:0 n. V.             | Salford City (VII)        |
| Scunthorpe United (III) | 3:0                   | Leyton Orient (IV)        |
| Shrewsbury Town (III)   | 1:0                   | Grimsby Town (V)          |
| FC Walsall (III)        | 0:0 n. V. (5:3 i. E.) | FC Chesterfield (III)     |
| FC Whitehawk (VI)       | 2:3 n. V.             | Dagenham & Redbridge (IV) |

### Dritte Hauptrunde
In dieser Runde traten die Mannschaften der FA Premier League (20 Teams) und die Mannschaften des Football League Championship (24 Teams) in den Wettbewerb ein. Die Auslosung der dritten Hauptrunde fand am 9. November 2015 statt. Die Spiele fanden zwischen dem 8. und 18. Januar 2016 statt. Die Wiederholungsspiele wurden am 19. und 20. Januar 2016 ausgetragen.
|                           | Ergebnis |                              |
| ------------------------- | -------- | ---------------------------- |
| Exeter City (IV)          | 2:2      | FC Liverpool (I)             |
| FC Arsenal (I)            | 3:1      | AFC Sunderland (I)           |
| Birmingham City (II)      | 1:2      | AFC Bournemouth (I)          |
| FC Brentford (II)         | 0:1      | FC Walsall (III)             |
| FC Bury (III)             | 0:0      | Bradford City (III)          |
| Colchester United (III)   | 2:1      | Charlton Athletic (II)       |
| Doncaster Rovers (III)    | 1:2      | Stoke City (I)               |
| FC Eastleigh (V)          | 1:1      | Bolton Wanderers (II)        |
| FC Everton (I)            | 2:0      | Dagenham & Redbridge (IV)    |
| Hartlepool United (IV)    | 1:2      | Derby County (II)            |
| Huddersfield Town (II)    | 2:2      | FC Reading (II)              |
| Hull City (II)            | 1:0      | Brighton & Hove Albion (II)  |
| Ipswich Town (II)         | 2:2      | FC Portsmouth (IV)           |
| Leeds United (II)         | 2:0      | Rotherham United (II)        |
| Manchester United (I)     | 1:0      | Sheffield United (III)       |
| FC Middlesbrough (II)     | 1:2      | FC Burnley (II)              |
| Northampton Town (IV)     | 2:2      | Milton Keynes Dons (II)      |
| Norwich City (I)          | 0:3      | Manchester City (I)          |
| Nottingham Forest (II)    | 1:0      | Queens Park Rangers (II)     |
| Peterborough United (III) | 2:0      | Preston North End (II)       |
| Sheffield Wednesday (II)  | 2:1      | FC Fulham (II)               |
| FC Southampton (I)        | 1:2      | Crystal Palace (I)           |
| FC Watford (I)            | 1:0      | Newcastle United (I)         |
| West Bromwich Albion (I)  | 2:2      | Bristol City (II)            |
| West Ham United (I)       | 1:0      | Wolverhampton Wanderers (II) |
| Wycombe Wanderers (IV)    | 1:1      | Aston Villa (I)              |
| Cardiff City (II)         | 0:1      | Shrewsbury Town (III)        |
| Carlisle United (IV)      | 2:2      | Yeovil Town (IV)             |
| FC Chelsea (I)            | 2:0      | Scunthorpe United (III)      |
| Oxford United (IV)        | 3:2      | Swansea City (I)             |
| Tottenham Hotspur (I)     | 2:2      | Leicester City (I)           |
| AFC Newport County (IV)   | 1:2 1    | Blackburn Rovers (II)        |

Wiederholungsspiele
|                         | Ergebnis              |                          |
| ----------------------- | --------------------- | ------------------------ |
| Aston Villa (I)         | 2:0                   | Wycombe Wanderers (IV)   |
| Bolton Wanderers (II)   | 3:2                   | FC Eastleigh (V)         |
| Bradford City (III)     | 0:0 n. V. (2:4 i. E.) | FC Bury (III)            |
| Bristol City (II)       | 0:1                   | West Bromwich Albion (I) |
| Milton Keynes Dons (II) | 3:0                   | Northampton Town (IV)    |
| FC Portsmouth (IV)      | 2:1                   | Ipswich Town (II)        |
| FC Reading (II)         | 5:2                   | Huddersfield Town (II)   |
| Yeovil Town (IV)        | 0:0 n. V. (4:5 i. E.) | Carlisle United (IV)     |
| Leicester City (I)      | 0:2                   | Tottenham Hotspur (I)    |
| FC Liverpool (I)        | 3:0                   | Exeter City (IV)         |

### Vierte Hauptrunde
Die Auslosung der vierten Hauptrunde fand am 11. Januar 2016 statt. Die Spiele wurden zwischen dem 29. und 31. Januar 2016 absolviert. Die Wiederholungsspiele wurden am 9. und 10. Februar 2016 ausgetragen.
|                          | Ergebnis |                           |
| ------------------------ | -------- | ------------------------- |
| Derby County (II)        | 1:3      | Manchester United (I)     |
| FC Arsenal (I)           | 2:1      | FC Burnley (II)           |
| Aston Villa (I)          | 0:4      | Manchester City (I)       |
| Bolton Wanderers (II)    | 1:2      | Leeds United (II)         |
| FC Bury (III)            | 1:3      | Hull City (II)            |
| Colchester United (III)  | 1:4      | Tottenham Hotspur (I)     |
| Crystal Palace (I)       | 1:0      | Stoke City (I)            |
| FC Liverpool (I)         | 0:0      | West Ham United (I)       |
| Nottingham Forest (II)   | 0:1      | FC Watford (I)            |
| Oxford United (IV)       | 0:3      | Blackburn Rovers (II)     |
| FC Portsmouth (IV)       | 1:2      | AFC Bournemouth (I)       |
| FC Reading (II)          | 4:0      | FC Walsall (III)          |
| Shrewsbury Town (III)    | 3:2      | Sheffield Wednesday (II)  |
| West Bromwich Albion (I) | 2:2      | Peterborough United (III) |
| Carlisle United (IV)     | 0:3      | FC Everton (I)            |
| Milton Keynes Dons (II)  | 1:5      | FC Chelsea (I)            |

Wiederholungsspiele
|                           | Ergebnis              |                          |
| ------------------------- | --------------------- | ------------------------ |
| West Ham United (I)       | 2:1 n. V.             | FC Liverpool (I)         |
| Peterborough United (III) | 1:1 n. V. (3:4 i. E.) | West Bromwich Albion (I) |

### Fünfte Hauptrunde
Die Auslosung der fünften Hauptrunde fand am 31. Januar 2016 statt. Die Spiele fanden zwischen dem 20. und 22. Februar 2016 statt. Das Wiederholungsspiel wurde am 8. März 2016 absolviert.
|                       | Ergebnis |                          |
| --------------------- | -------- | ------------------------ |
| FC Arsenal (I)        | 0:0      | Hull City (II)           |
| AFC Bournemouth (I)   | 0:2      | FC Everton (I)           |
| FC Reading (II)       | 3:1      | West Bromwich Albion (I) |
| FC Watford (I)        | 1:0      | Leeds United (II)        |
| Blackburn Rovers (II) | 1:5      | West Ham United (I)      |
| FC Chelsea (I)        | 5:1      | Manchester City (I)      |
| Tottenham Hotspur (I) | 0:1      | Crystal Palace (I)       |
| Shrewsbury Town (III) | 0:3      | Manchester United (I)    |

Wiederholungsspiel
|                | Ergebnis |                |
| -------------- | -------- | -------------- |
| Hull City (II) | 0:4      | FC Arsenal (I) |

### Sechste Hauptrunde (Viertelfinale)
Die Auslosung des Viertelfinales fand am 21. Februar 2016 statt. Die Spiele wurden zwischen dem 11. und 13. März 2016 ausgetragen. Die Wiederholungspartie wurde am 13. April absolviert.
|                       | Ergebnis |                     |
| --------------------- | -------- | ------------------- |
| FC Reading (II)       | 0:2      | Crystal Palace (I)  |
| FC Everton (I)        | 2:0      | FC Chelsea (I)      |
| FC Arsenal (I)        | 1:2      | FC Watford (I)      |
| Manchester United (I) | 1:1      | West Ham United (I) |

Wiederholungsspiel
|                     | Ergebnis |                       |
| ------------------- | -------- | --------------------- |
| West Ham United (I) | 1:2      | Manchester United (I) |

### Siebte Hauptrunde (Halbfinale)
Die Auslosung des Halbfinales fand am 14. März 2016 statt. Die Spiele wurden am 23. und 24. April 2016 ausgetragen.
|                | Ergebnis |                       |
| -------------- | -------- | --------------------- |
| FC Everton (I) | 1:2      | Manchester United (I) |
| FC Watford (I) | 1:2      | Crystal Palace (I)    |

## Finale
| Crystal Palace                                               | Crystal Palace | Manchester United | Manchester United | Aufstellung                                        |
| ------------------------------------------------------------ | --- | --- | ----------------- | -------------------------------------------------- |
| Crystal Palace                                               | \| 21. Mai 2016 um 17:30 Uhr (WESZ) in London (Wembley-Stadion) \| \| Ergebnis: 1:2 n. V. (1:1, 0:0) \| \| Zuschauer: 88.619 \| \| Schiedsrichter: Mark Clattenburg (Durham) \| \| Spielbericht \|                                                             | \| 21. Mai 2016 um 17:30 Uhr (WESZ) in London (Wembley-Stadion) \| \| Ergebnis: 1:2 n. V. (1:1, 0:0) \| \| Zuschauer: 88.619 \| \| Schiedsrichter: Mark Clattenburg (Durham) \| \| Spielbericht \|                                                                                 | Manchester United | Aufstellung Crystal Palace gegen Manchester United |
| Crystal Palace                                               | Wayne Hennessey – Joel Ward, Scott Dann (90.+4' Adrian Mariappa), Damien Delaney, Pape Souaré – Mile Jedinak , James McArthur – Wilfried Zaha, Yohan Cabaye (72. Jason Puncheon), Yannick Bolasie – Connor Wickham (86. Dwight Gayle) Cheftrainer: Alan Pardew | David de Gea – Antonio Valencia, Chris Smalling, Daley Blind, Marcos Rojo (66. Matteo Darmian) – Michael Carrick, Wayne Rooney – Juan Mata (90. Jesse Lingard), Marouane Fellaini, Anthony Martial – Marcus Rashford (72. Ashley Young) Cheftrainer: Louis van Gaal ( Niederlande) | Manchester United | Aufstellung Crystal Palace gegen Manchester United |
| Crystal Palace                                               | 1:0 Jason Puncheon (78.) | 1:1 Juan Mata (81.) 1:2 Jesse Lingard (110.) | Manchester United | Aufstellung Crystal Palace gegen Manchester United |
| Crystal Palace                                               | Scott Dann (47.), Damien Delaney (62.), James McArthur (108.) | Chris Smalling (18.), Marcos Rojo (40.), Juan Mata (45.), Wayne Rooney (87.), Marouane Fellaini (101.), Jesse Lingard (111.) | Manchester United | Aufstellung Crystal Palace gegen Manchester United |
| Crystal Palace                                               | Chris Smalling (105.) | | Manchester United | Aufstellung Crystal Palace gegen Manchester United |
| Crystal Palace                                               | Spieler des Spiels: Jesse Lingard | | Manchester United | Aufstellung Crystal Palace gegen Manchester United |
| 21. Mai 2016 um 17:30 Uhr (WESZ) in London (Wembley-Stadion) | | |                   |                                                    |
| Ergebnis: 1:2 n. V. (1:1, 0:0)                               | | |                   |                                                    |
| Zuschauer: 88.619                                            | | |                   |                                                    |
| Schiedsrichter: Mark Clattenburg (Durham)                    | | |                   |                                                    |
| Spielbericht                                                 | | |                   |                                                    |